# سیستم ساختمان‌سازی آی‌سی‌اف
در پی رشد سریع جمعیت و در نتیجه افزایش نیاز به مسکن، و همچنین مسائل تأثیرگذار بر کیفیت و قیمت ساختمان‌ها ضرورت ایجاد تحول در روش‌های ساخت و ساز ایجاد کرده‌است. یکی از روش‌های بهبود این وضعیت، صنعتی‌سازی تولید ساختمان می‌باشد. این امر باعث کاهش بسیاری از هزینه‌ها و افزایش سرعت ساختمان‌سازی می‌شود.

## تاریخچه
شروع صنعتی سازی را می‌توان از زمان مهاجرت اروپاییان به آمریکا در قرن ۱۹ میلادی یاد کرد. به دلیل تخریب‌های ناشی از جنگ جهانی و نیاز به تأمین سریع مسکن ساخت و سازها به سمت صنعتی شدن پیش رفت؛ و با رونق گرفتن مدرنیسم ساخت انبوه، ارزان و مطابق با معیارهای استاندارد در دستور کار قرار گرفت. همچنین در کشور ایران از سال ۱۳۴۰ و با افزایش نیاز به مسکن در کلان شهرها، ساخت و ساز با استفاده از قطعات پیش ساخته توسط چند کارخانه تحت لیسانس کارخانه‌های خارجی آغاز گردید.

## صنعتی سازی ساختمان
سیستم‌های صنعتی سازی ساختمان شامل کلیهٔ فعالیت‌های مرتبط با طراحی، فناوری‌ها و روش‌های ساخت و ساز، و تولید کارخانه‌ای قطعات و اجزای ساختمانی است. در این روش اجزای ساختمان تحت نظام صنعتی در کارخانه تولید و از جنبه‌های مختلف از نظر کیفیتی، آزمایش و به کارگاه منتقل می‌گردد. در نتیجه عملیات ساختمان در محل کارگاه کاهش یافته و میزان تولید افزایش می‌یابد. مهم‌ترین اهداف بکار بردن این روش عبارتند از: افزایش کیفیت و سرعت ساختمان‌سازی و کاهش هزینه‌های آن که نتایج آن را بدین شرح می‌توان برشمرد:
- مقاوم‌سازی و استحکام ساختمان
- سبک سازی
- کاهش ضایعات مصالح
- مصرف بهینه انرژی
- کاهش حجم عملیات ساختمانی در محل کارگاه و افزایش تولید و ساخت در محل کارخانه[۳]

## معرفی سیستم I.C.F
سیستم I.C.F مخفف عبارت Insulating Concrete Formwork می‌باشد که یک نوع سیستم ساخت و ساز مرکب از بتن مسلح و پنل‌های پلی استایرن EPS است که در آن بتن مسلح به عنوان عضو باربر و پنل‌های پلی استایرن به عنوان قالب بتن و عایق حرارتی و صوتی عمل می‌کنند. این نوع سیستم در دههٔ ۱۹۵۰-۱۹۶۰ در آلمان ابداع گشت و با سرعتی چشمگیر در آمریکای شمالی به عنوان یک ساختار پایه‌ای پیشرفت کرد. این نوع سیستم با روش‌های متفاوت و مختلفی طراحی و ساخته می‌شود که همگی شامل دو لایه فوم عایق که معمولاً از جنس E.P.S است، با فواصل متفاوت به موازات هم قرار می‌گیرند و پس از بتن ریزی به قسمتی از دیوار تبدیل می‌گردند که این دو لایه بوسیلهٔ عناصر مسلح‌کننده که در بین این دو لایه نصب می‌شوند، به یکدیگر متصل می‌گردند. قطعات اتصال دهنده اغلب از جنس پلاستیک یا تسمه‌هایی از ورق گالوانیزه هستند. عمدتاً قالب‌ها از جنس  پلی استایرن منبسط شده می‌باشد اما از مصالح دیگری از جمله کامپوزیت پلی استایرن، سیمان یا فوم پلی یورتان نیز استفاده می‌شود. این قالب‌ها از نظر ابعاد، شکل هندسی سوراخ‌ها و نوع اجزای تشکیل دهنده با هم متفاوت هستند.

## ویژگی‌ها و مزایای سیستم I.C.F
برخی از ویژگی‌ها و مزایای این سیستم عبارتند از:
- مطابقت با مقررات و ضوابط ملی ساختمان (مبحث نهم و ...)
- امکان تلفیق و ترکیب با سایر سیستم‌های ساخت و ساز
- حمل و نقل و جابجایی آسان و امکان اجرای سریع
- امکان تعبیه بازشوها در جداره‌ها با ابعاد مختلف
- انعطاف‌پذیری در طراحی و ایجاد فرم‌های متنوع[۵]
- کیفیت بالا خصوصاً در بتن ریزی
- مناسب برای اجرای انواع نماسازی
- کاهش اتلاف مصالح
- عدم نیاز به اجرای قالب بندی در اجرای بتن ریزی
- افزایش مقاومت، استحکام و دوام ساختمان، محافظت ساختمان در برابر شرایط محیطی
- کاهش وزن ساختمان
- عایق حرارتی، برودتی و صوتی
- امکان عبور و نصب تأسیسات از داخل دیوار و سقف[۳]

## بررسی سیستم I.C.F

### بررسی این نوع سیستم از دیدگاه هزینه و مدت زمان ساخت
- سرعت بالا و بازگشت کوتاه مدت سرمایه
- حذف دوباره کاری‌های موجود در ساختمان سازی‌ها در روش‌های معمولی
- عدم نیاز به تجهیزات، ماشین آلات و ابزارهای گران‌قیمت[۳]

### بررسی سیستم از دیدگاه عایق و انرژی
- به دلیل نسوز بودن بتن و خاصیت خود اطفاء‌کنندگی پلی استایرن، ساختمان‌های ساخته شده با این سیستم دوام و مقاوت بیشتری در برابر حریق و آتش‌سوزی نسبت به ساختمان‌های دیگر دارا هستند.[۸]
- مقدار کاهش صدای وزن یافته در این سیستم حدود ۵۰-۶۰ دسی بل می‌باشد.
- به دلیل وجود دو لایه عایق در طرفین، اتلاف انرژی در این سیستم حدود ۳۰ درصد از سایر روش‌های ساختمان‌سازی معمولی کمتر است.[۳]

### بررسی از نظر مسائل زیست اقلیمی
این نوع سیستم از نظر صرفه جویی در مصرف انرژی و عدم اتلاف آن، تأثیرات مثبتی را برای محیط زیست داراست .
امکان استفادهٔ مجدد از مصالح آن وجود ندارد.

### بررسی قابلیت‌های اجرایی این نوع سیستم
- امکان اجرای طرح‌های معماری و نقشه‌های مدولار و غیرمدولار
- خاصیت تعمیرپذیری پس از اجرا
- سبکی قطعات و حمل و نقل آسان
- نیاز به ابزارهای ساده و محدود

## کاربردهای این نوع سیستم ساختمان‌سازی
برخی از کاربردها و موارد استفاده از این نوع سیستم به شرح زیر می‌باشد:
- مناسب برای دهانه‌های کمتر از ۹ متر
- قابلیت ایجاد سقف‌های شیبدار
- مناسب جهات ساختمان‌های مخابراتی، آموزشی، اسکان موقت، خوابگاهی، ورزشی و ...
- مناسب برای کلیهٔ ساختمان‌های یک تا دو طبقه
- امکان افزودن طبقات روی بنای موجود
- امکان طراحی و اجرای انواع فرم‌های مختلف
- مناسب برای طرح‌های مدولاسیون[۳]